# マヨリアヌス
ユリウス・ウァレリウス・マヨリアヌス（Iulius Valerius Maiorianus、420年11月 - 461年8月7日）は、西ローマ帝国の皇帝（在位: 457年 - 461年）。沈み行く西ローマ帝国の再建に意欲を示した最後の皇帝と評される。最後のローマ人と称されることもある。

## 生涯
前半生に関しては情報に乏しいが、出身は高貴な身分とされている。アエティウスによって将校へ登用される。西ローマ皇帝ウァレンティニアヌス3世はマヨリアヌスと自身の次女ガッラ・プラキディア（小プラキディア）を結婚させたかったという。しかし実現せず、453年に小プラキディアはアエティウスの息子ガウデンティウスと強引に婚約させられた。この婚約も454年のアエティウス暗殺、455年のウァレンティニアヌス3世暗殺、ヴァンダル族によるローマ略奪 (455年)という目まぐるしい情勢の変化が起こり、略奪の中でガウデンティウスがガイセリックによって拉致されて捕虜となったことにより結婚には至らず、結局の所、小プラキディアはオリブリウス（後に西ローマ皇帝に即位）と結婚している。
皇帝アウィトゥスの時代にフランク族とアラマニ族の侵略を阻止したことで、将軍として一躍注目を浴びるようになった。

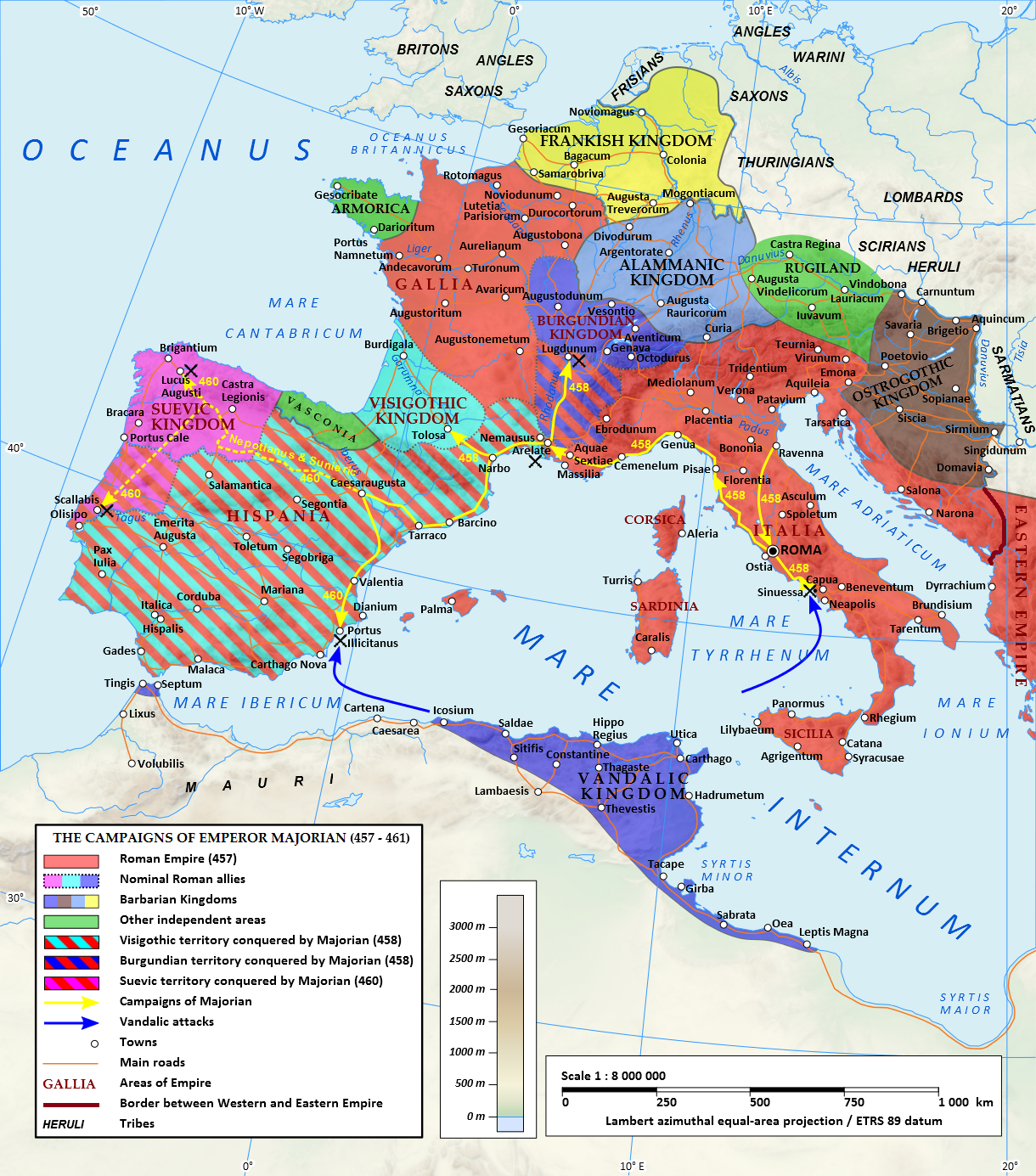
マヨリアヌスが再建した帝国の地図。赤い斜線がマヨリアヌスが再征服して回復させた領土である。

457年アウィトゥス帝が殺害された後、当時の西ローマの最高権力者であったリキメロスによって皇帝に擁立された（アウィトゥス殺害にマヨリアヌスも関与したともされる）。当初はリキメロスの傀儡と目されたものの、長年の課題でもあった税制改革や中央集権から地方へ一部権限を移譲する「行政改革」を実施した他、テオドリック2世率いる西ゴート族の侵略を撃退する等、一定の成果を上げた。
マヨリアヌスは北アフリカに根拠地とするガイセリック率いるヴァンダル族討伐の方針を打ち出して、ヒスパニアの海港カルタゴ・ノヴァ（現：カルタヘナ）で軍用船の建造を開始、皇帝自らも現地に赴いて指揮に当たったが、461年7月にガイセリックによる攻撃で準備中の建造船が破壊されるに至った。結局、マヨリアヌスはガイセリックを「マウレタニア及びトリポニタニアの王」として承認せざるを得なくなった。
461年8月にヒスパニアからイタリア本国へ向けて帰国の途に就くものの、兵士の反乱に遭って殺害された。一説にはリキメロスが煽動したとも伝えられるが、結果としてマヨリアヌスの死によって西ローマ帝国は再建への最後の機会を失うこととなった。